# Koleje Małe i Duże
Koleje Małe i Duże – polski ilustrowany magazyn historyczno-modelarski wydawany w Katowicach, o tematyce kolejowej. Jest wydawany nieregularnie od 2000 roku. Zawiera informacje dotyczące historii linii kolejowych i węzłów kolejowych, opisy taboru kolejowego, dział modelarski oraz wycinanki modelu kartonowego do samodzielnego poskładania.
Ostatnio wydany numer to 1–2/2021(37). Wydawnictwo publikuje również  kalendarze kolekcjonerskie o szerokości ok. 2 m, a także zeszyty specjalne serii "H" (o tematyce historycznej).
Wydawcą jest firma APLAND Andrzej Wilk. 